# استیو رش
استیو رش (انگلیسی: Steve Rash؛ زادهٔ ) یک کارگردان، و تهیه‌کننده اهل ایالات متحده آمریکا است.